# Vallée d'Aoste blanc
 (août 2024).
Si vous disposez d'ouvrages ou d'articles de référence ou si vous connaissez des sites web de qualité traitant du thème abordé ici, merci de compléter l'article en donnant les références utiles à sa vérifiabilité et en les liant à la section « Notes et références ».
Le Vallée d'Aoste blanc est un vin blanc italien de la région autonome Vallée d'Aoste doté d'une appellation DOC depuis le 30 juillet 1985.
Seuls ont droit à la DOC les vins récoltés à l'intérieur de l'aire de production définie par le décret. Les vignobles autorisés se situent en province d'Aoste dans les communes d’Aoste, Arnad, Arvier, Avise, Aymavilles, Bard, Brissogne, Challand-Saint-Victor, Chambave, Champdepraz, Charvensod, Châtillon, Donnas, Fénis, Gressan, Hône, Introd, Issogne, Jovençan, La Salle, Montjovet, Morgex, Nus, Perloz, Pollein, Pontey,  Pont-Saint-Martin, Quart,  Saint-Christophe,  Saint-Denis, Saint-Nicolas,  Saint-Vincent, Sarre, Verrayes, Verrès et Villeneuve.

## Caractéristiques organoleptiques
- couleur : jaune paille plus ou moins intense avec des reflets verdâtre
- odeur : frais, agréable
- saveur : sec, légèrement acidule, frais, vif.

Le Vallée d'Aoste blanc se déguste à une température de 10 à 12 °C et il se boit jeune.

## Production
Province, saison, volume en hectolitres :
- pas de données disponibles